# Caustic Grip
Caustic Grip è un album in studio del gruppo musicale canadese Front Line Assembly, pubblicato nel 1990.

## Tracce
Testi e musiche di Bill Leeb e Rhys Fulber.
1. Resist – 5:25
2. Victim – 5:06
3. Overkill – 5:23
4. Forge – 4:21
5. Provision – 6:09
6. Force Fed – 4:41
7. Iceolate – 5:13
8. Threshold – 5:11
9. Mental Distortion (CD) – 6:50
10. The Chair (CD) – 3:26